# Janet Kelly
Janet Kelly (Filadelfia, Estados Unidos, 1947-Caracas, Venezuela, 24 de marzo de 2003) fue una profesora y periodista venezolano-estadounidense. Fue profesora titular del Instituto de Estudios Superiores de Administración (IESA) y profesora egresada de la Universidad Simón Bolívar en Caracas, además de la editora de The Daily Journal, el único periódico editado en inglés de Venezuela.

## Biografía
Kelly nació en Filadelfia, Estados Unidos, se graduó de la escuela de servicio exterior de la Universidad de Georgetown y de la escuela de estudios internacionales avanzados de la Universidad Johns Hopkins. Se radicó en Venezuela a partir de la década de los años 1980. Además de su carrera como docente, fue presidenta de Cámara Venezolano Americana (Venamcham), y columnista del diario El Nacional.

## Muerte
Su cuerpo fue hallado sin vida dentro de su apartamento en marzo de 2003, las autoridades locales declararon que su muerte había sido producto de un suicidio.